# One Canada Square
One Canada Square  — другий за висотою хмарочос Великої Британії, розташований в Лондоні. Висота 50-поверхового хмарочосу становить 244 метри. На даху розташована піраміда. Будівництво було розпочато в 1988 і закінчено в 1991 році.
Дизайн будинку було розроблено компанією Olympia and York та архітекторами Сезаром Пеллі & Associates, Adamson Associates та Frederick Gibberd Coombes & Partners. 
Хмарочос є закритим для широкої публіки, окрім першого поверху, котрий є частиною торговельного центру.

## Галерея

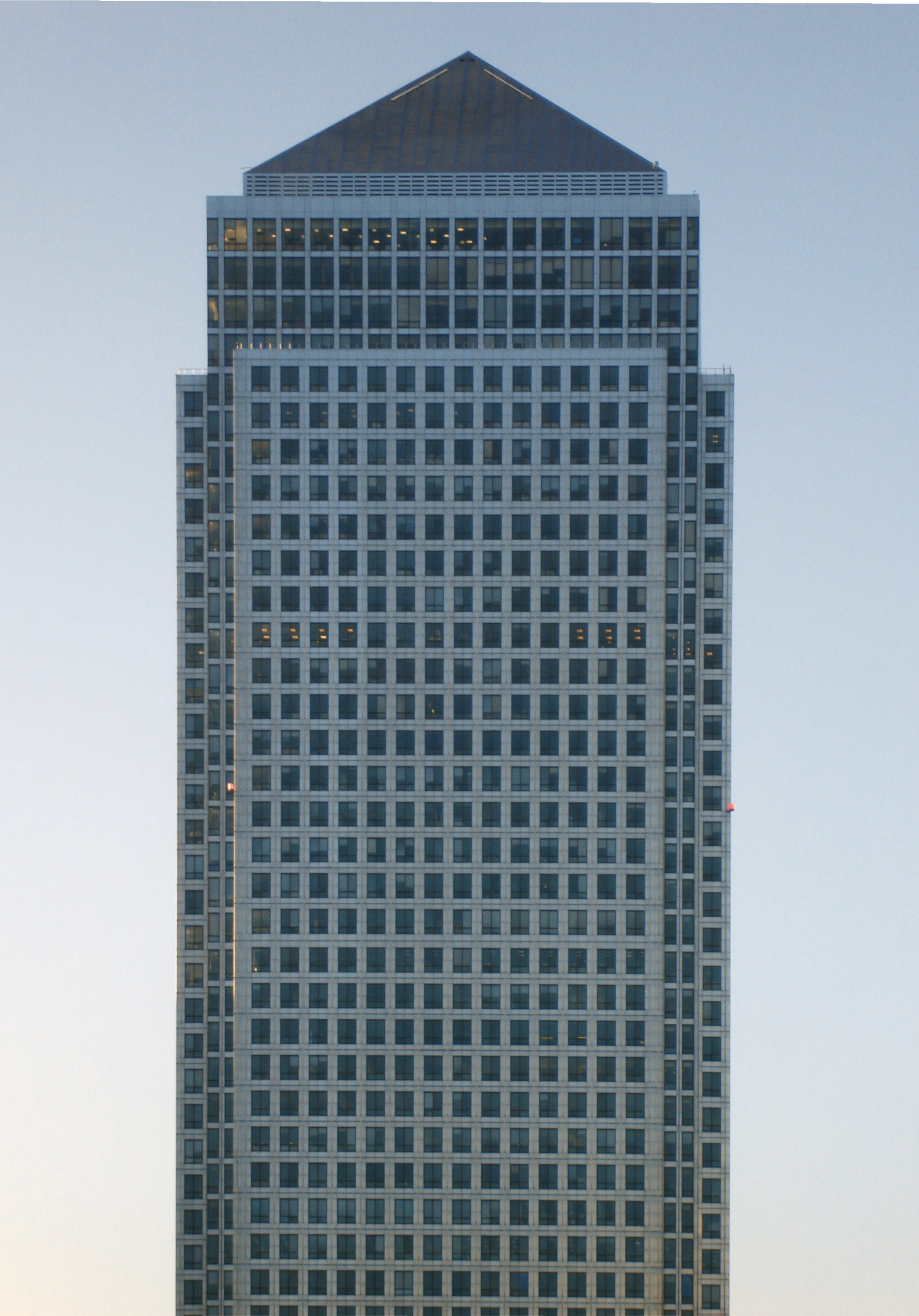
Верхівка
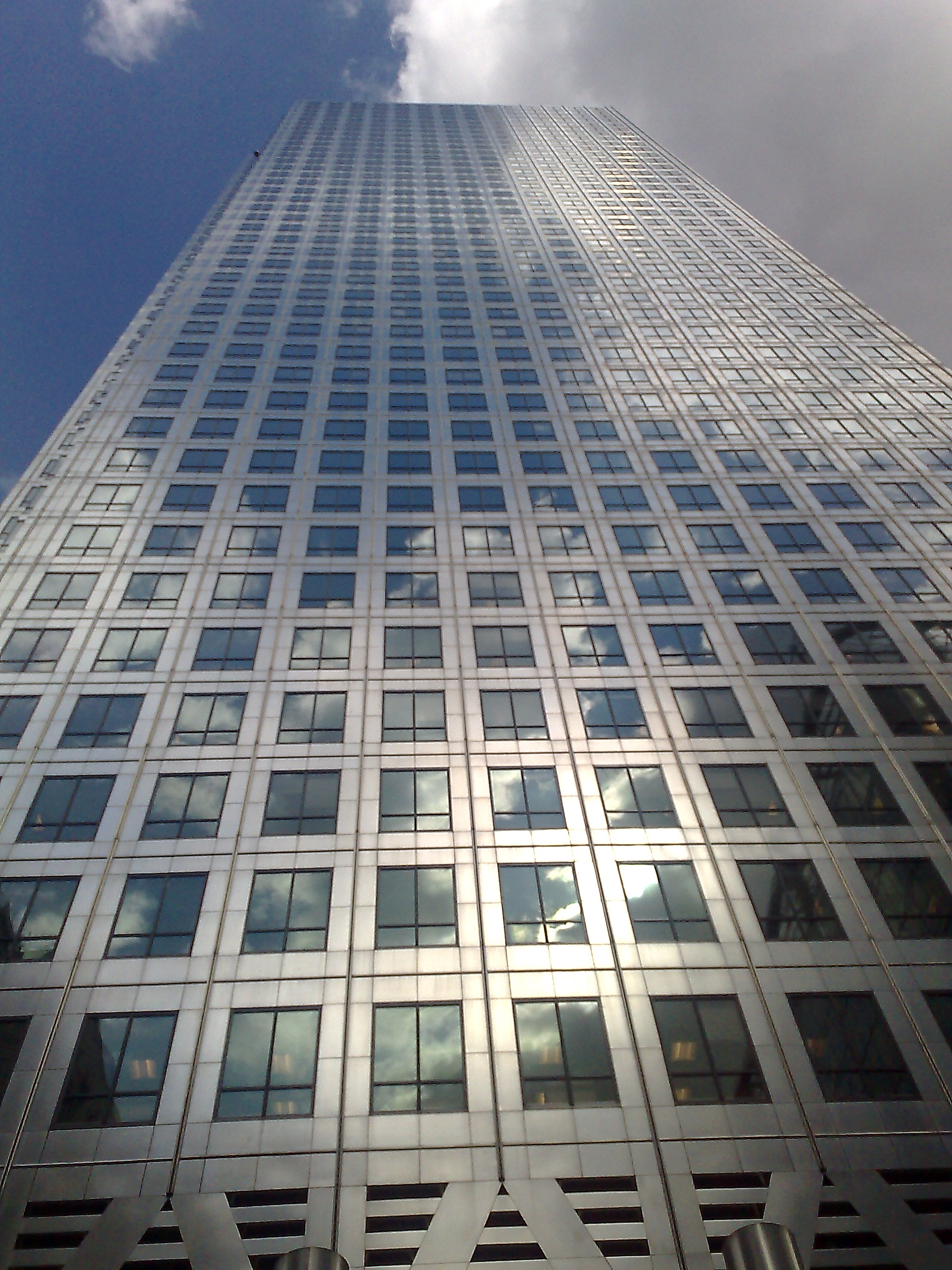
Вид з вулиці
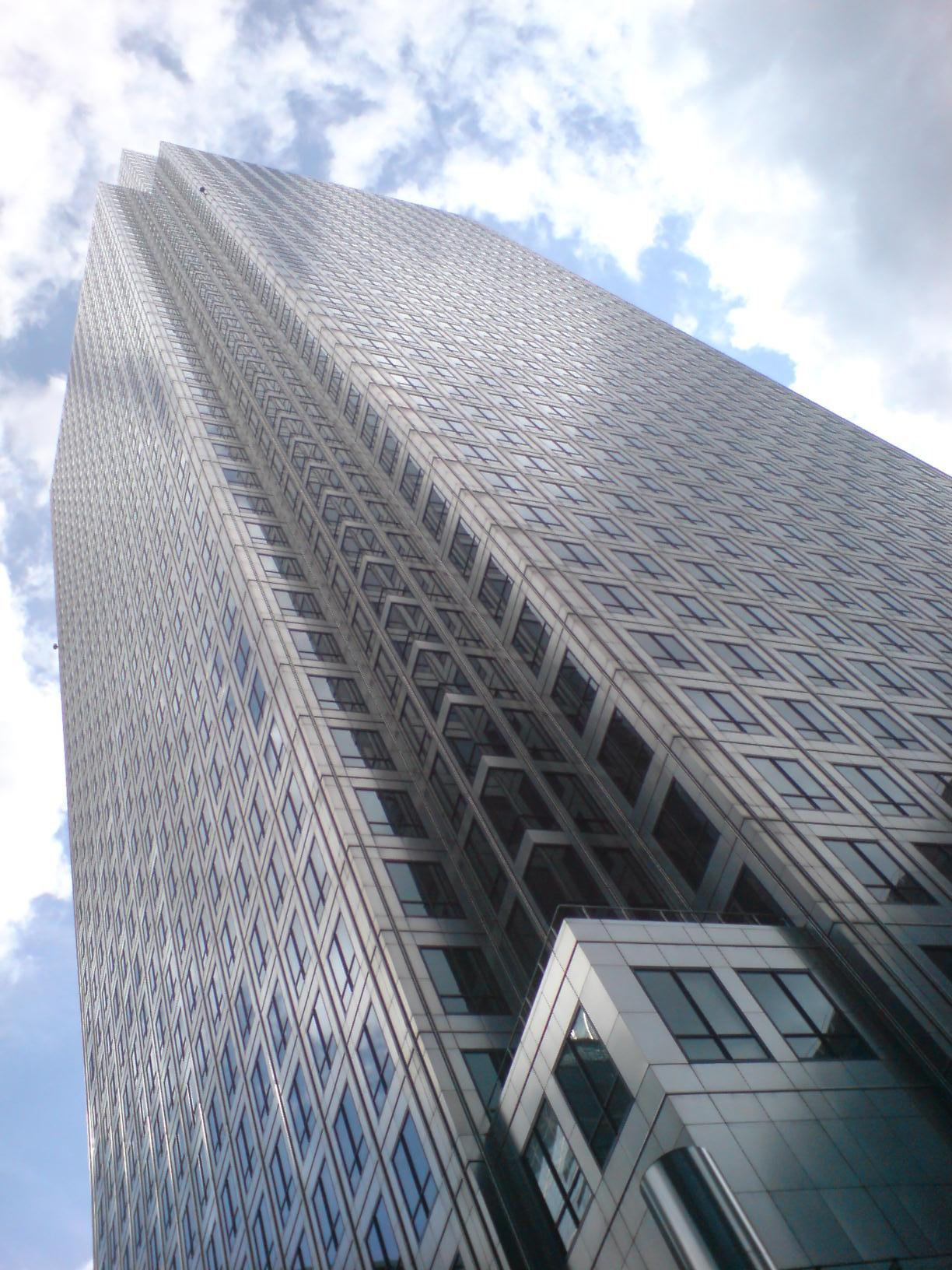
Вид збоку
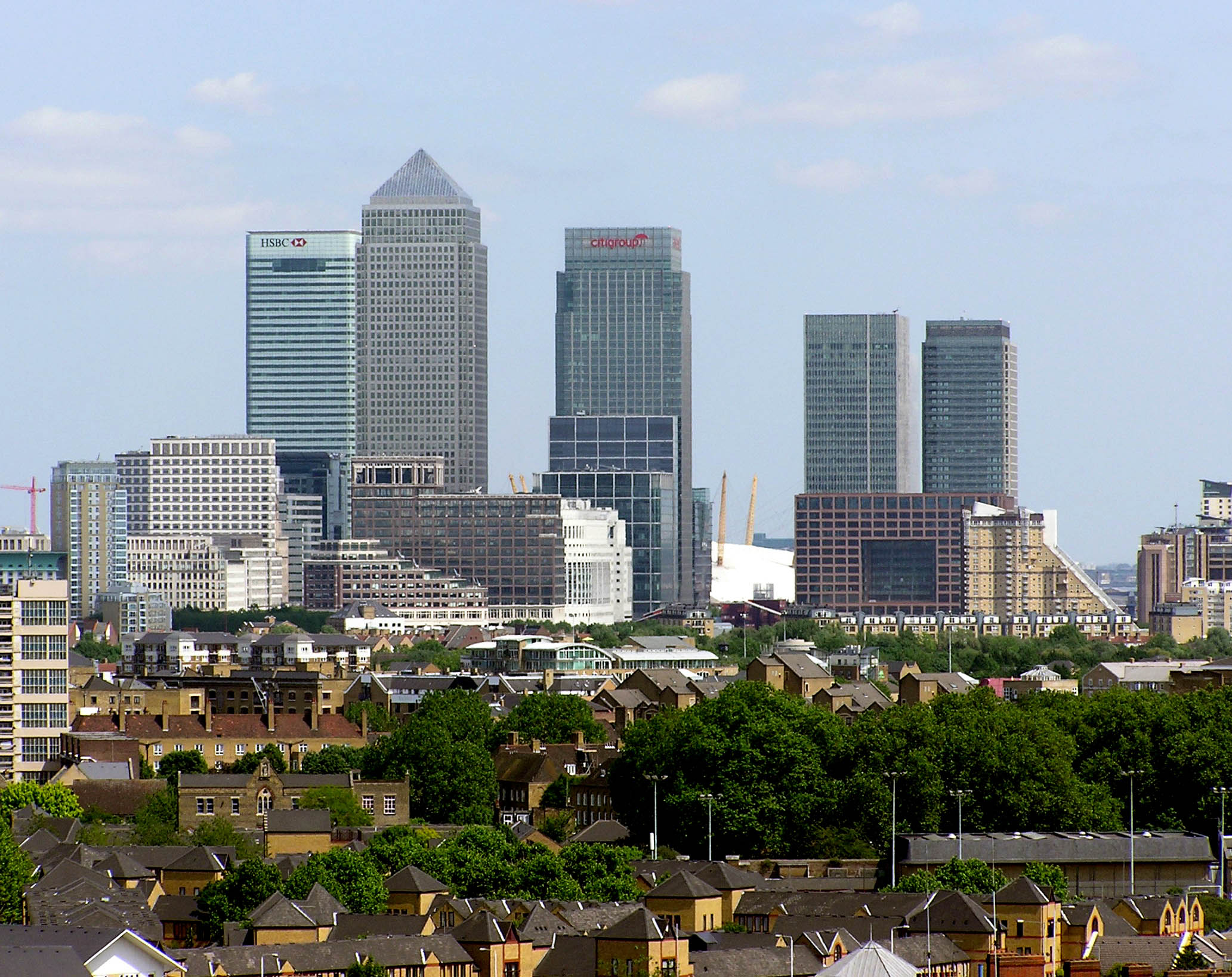
Canary Wharf